# THE PRESENT
『THE PRESENT』（ザ・プレゼント）は、ベイエフエムが毎週木曜日22時から22時54分まで放送しているラジオ番組。2012年4月5日開始。パーソナリティーはラフルアー宮澤エマがつとめる。

## 構成
毎回、各界で特に活躍中の人をゲストに迎え、約1時間にわたり、その人物が夢をかなえるまでの日々＝「yesterday」、現在の活動や興味のあること＝「the present」これからのさらなる夢や予定＝「tomorrow」について話を聞いていく。番組中でかける音楽（３曲）はすべてゲストが選曲する。番組の最後に「自分のやりたいこと、自分の夢をかなえるために、何が一番必要だと思いますか？」という質問を投げかける。

## 主なゲスト
- ナオト・インティライミ（アーチスト）
- 山寺宏一（声優）
- きゃりーぱみゅぱみゅ（アーチスト）
- 志茂田景樹（作家）
- 中尾ミエ（女優）
- ハセベケン（政治家）
- 中西健夫（ディスクガレージ社長）
- 森まさこ（少子化担当大臣）
- 郷ひろみ（歌手）
- 大江千里（アーチスト）
- 宮本亜門（演出家）
- 増田セバスチャン（アーチスト）
- 大友康平（アーチスト）
- 相沢友子（脚本家）
- 杉江義浩（放送プロデューサー）